# TTC (企業)
株式会社TTC（ティーティーシー）とは、静岡県熱海市上多賀に本社を置く観光関連企業。伊豆半島を中心に、静岡県全体、関東甲信越、北海道に至るまで、分社化した企業を含むグループ全体で、「地域ブランド創出」「食のテーマパーク事業（道の駅運営も含む）」「地域創生コンサル」「再生事業」等を幅広く手がけている。

## 概要
1977年（昭和52年）5月に熱海市に土産物の企画・販売などを手掛ける「東京宝株式会社（とうきょうたから）」として創業。1993年（平成5年）3月に「株式会社遠州」（浜松市）設立、2006年（平成18年）1月に「伊豆・村の駅」（三島市）事業を開始するなどした後、2008年（平成20年）3月に「株式会社TTC」へ社名変更。各事業を分社化し、スイーツ・地場産品の開発・販売から、道の駅の運営など、幅広い事業を手掛けている。
特に「熱海プリン」「伊豆いちごファクトリー」「いちごボンボンベリー」「TAMAGOYA」「南部茶プリン」などのスイーツ事業では、行列ができるヒット商品を多く生み出している。
「熱海銀座 おさかな食堂」「漁港の駅 TOTOCO小田原」などの海鮮飲食事業でも、行列繁盛店を生み出す成果を挙げている。

## グループ企業
- 株式会社フジノネ（熱海市） - 「熱海プリン」「熱海ミルチーズ」等
- 株式会社夢タカラ（熱海市） - 「熱海銀座 おさかな食堂」等
- 株式会社地域観光総合研究所（熱海市）
- 株式会社イエル（熱海市） - 宿泊
- 株式会社村の駅（三島市） - 「伊豆・村の駅」「たまご専門店TAMAGOYA」「伊豆いちごファクトリー」等
  - 株式会社ツイてるファーム（三島市） - 農業
  - 株式会社伊豆・井田塩研究所（沼津市井田）
- 株式会社こめ米雪国（新潟県湯沢町）
- 株式会社花夢うらら（長野県諏訪市）
- 株式会社笛吹の華（山梨県笛吹市）
- 株式会社マジデマティエール（東京都世田谷区）
- 株式会社 MON・CREVE（東京都港区）
- 株式会社アンデル（東京都江東区）
- 株式会社菜花の里（千葉県成田市） - 「黒平まんじゅう本舗」
- 株式会社つつじ庵（群馬県渋川市）
- 株式会社葵乃庄（栃木県日光市）
- 北海道ロコファームビレッジ株式会社（北海道北広島市）
- 株式会社ムーバー（北海道千歳市）

## 事業

### 熱海プリン
- 熱海プリン（平和通り商店街南東外・仲見世商店街南西外）
- 熱海プリンカフェ2nd（熱海銀座商店街）
- 渚の熱海プリン（熱海後楽園ホテル IZU-ICHI）
- ドライブイン 熱海プリン食堂（長浜海浜公園前）

### 村の駅
- 「伊豆・村の駅」本店（三島市）
- 「伊豆・村の駅」ラスカ熱海店（熱海市）
- 「伊豆・村の駅」伊豆のへそ店（IZU VILLAGE、伊豆の国市）
- 「沼津・村の駅」（新東名SA・NEOPASA駿河湾沼津）
- 「なんぶ・村の駅」（道の駅なんぶ、山梨県南部町）
- 「上州・村の駅」（群馬県渋川市）
- 「房総・村の駅」（京葉道路 幕張PA Pasar幕張）
- 「相州・村の駅」（漁港の駅 TOTOCO小田原）

### TAMAGOYA
- Cafe brunch TAMAGOYA（三島市「伊豆・村の駅」内）
- TAMAGOYAベーカリーカフェ（函南町 熱函道路脇、旧・マリー伊豆店）

### いちごボンボンベリー
- 伊豆いちごファクトリー（道の駅 伊豆のへそ）
  - BonBon BERRY cafe（ボンボンベリーカフェ）
  - BonBon BERRY Stand（ボンボンベリースタンド）
- いちごBonBonBERRY ATAMI HOUSE（いちごボンボンベリー熱海ハウス、平和通り商店街南東外・仲見世商店街南西外）
- GINRYU・BonBonBERRY（ぎんりゅうボンボンベリー (旧・銀龍苺 新千歳空港店)、新千歳空港国内線ターミナルビル2階）

### マジドゥショコラ
- マジドゥショコラ 本店（東京都世田谷区奥沢）
- 玉川髙島屋S・C マジドゥショコラ（東京都世田谷区玉川）

### 黒平まんじゅう本舗
- 黒平まんじゅう本舗 本店（千葉県成田市）
- 黒平まんじゅう本舗 JR成田駅前店
- 黒平まんじゅう本舗 ペリエ千葉店（千葉市）

### 又一庵（きんつば）
きんつば・どら焼き等。
- 又一庵 磐田総本店（静岡県磐田市見付）
- 又一庵 見付本店（静岡県磐田市見付）
- 又一庵 豊田店（静岡県磐田市森下）
- 又一庵 笠井店（静岡県浜松市笠井新田）
- 又一庵 袋井店（静岡県袋井市）
- 又一庵 掛川店（静岡県掛川市）
- 又一庵 遠州百貨店支店（遠鉄百貨店新館 地下一階）
- 又一庵 謹製熱海ばたーあん（静岡県熱海市仲見世商店街）

[一部商品取扱]
- 清水 エスパルスドリームプラザ「駿河みやげ横丁」
- 東名 牧之原SA 上下線
- 掛川 これっしか処
- 浜松駅 ギフトステーション
- 浜松駅 キヨスク（新幹線）

### おさかな・とと丸（海鮮）
- 熱海駅前 おさかな丼屋（平和通り商店街）
- 熱海おさかな大食堂（平和通り商店街）
- 熱海おさかなパラダイス（平和通り商店街）
- 熱海銀座 おさかな食堂（熱海銀座商店街）
- 熱海銀座 おさかな食堂はなれ（熱海銀座商店街）
- 熱海渚町 おさかな丼屋ビストロ（熱海銀座商店街前交差点）
- 小田原漁港 とと丸食堂（「漁港の駅 TOTOCO小田原」内）
- おさかな丼屋とと丸（新東名SA・NEOPASA駿河湾沼津「沼津・村の駅」内）
- おさかな丼屋とと丸（道の駅ローズマリー公園内）
- まぐろ丼屋とと丸（「上州・村の駅」内）
- 熱海おさかな食堂（御殿場プレミアム・アウトレット内）

### ジャージー牛乳製品
- Jersey Mou Mou(ジャージーモウモウ)（宇都宮駅・宇都宮パセオ内）
- Nasu Jersey Mariage(那須ジャージーマリアージュ)（大宮駅・エキュート大宮ノース内）

### その他
- 隠れ宿 瑞月（神奈川県湯河原町）
- 熱海ミルチーズ(チーズケーキ)（平和通り商店街南西裏）
- 伊豆フルーツバー（熱海後楽園ホテル IZU-ICHI）
- ラ・伊豆 マルシェ（熱海後楽園ホテル IZU-ICHI）
- マタイッコタベタイカフェ（京葉道路 幕張PA Pasar幕張）

### 道の駅（指定管理）
- 道の駅 伊豆のへそ（静岡県伊豆の国市）
- 道の駅 伊豆月ケ瀬（静岡県伊豆市）
- 道の駅なんぶ（山梨県南部町）
- 道の駅足柄・金太郎のふるさと（神奈川県南足柄市）
- 道の駅木更津 うまくたの里（千葉県木更津市）
- 道の駅ローズマリー公園（千葉県南房総市）
- 道の駅常総（茨城県常総市）
- 道の駅サーモンパーク千歳（北海道千歳市）2023年（令和5年）4月～[18]。
- 道の駅くるくる なると（徳島県鳴門市）

漁港の駅
- 漁港の駅 TOTOCO小田原（神奈川県小田原市）

### 日帰り温泉（指定管理）
- 森のなかの温泉 なんぶの湯（山梨県南部町）

## 沿革
- 1977年（昭和52年）5月 - 東京宝株式会社設立。
- 1993年（平成5年）3月 - 「株式会社遠州」（浜松市）設立。
- 2003年（平成15年）5月 - 商号を「株式会社菜花の里」に変更。
- 2006年（平成18年）1月 - 「伊豆・村の駅」（三島市）開設。
- 2007年（平成19年）
  - 8月 - 東京営業所を「株式会社アンデル」として分社、飲食事業部を「株式会社夢タカラ」として分社。
  - 12月 - 鴨川営業所を「株式会社菜花の里 鴨川営業所」として分社。
- 2008年（平成20年）
  - 3月 - 商号を「株式会社TTC」に変更、以下各事業を分社化。
    - 熱海営業所を「株式会社フジノネ」へ分社。
    - 村の駅事業部を「株式会社村の駅」へ分社。
    - 群馬営業所を「株式会社つつじ庵」へ分社。
    - 新潟営業所を「株式会社こめ米雪国」へ分社。
    - 山梨営業所を「株式会社笛吹の華」へ分社。
    - 諏訪営業所を「株式会社花夢うらら」へ分社。
    - 日光営業所を「株式会社葵乃庄」へ分社。
    - 「株式会社ロコマーケット」（栃木県那須塩原市）設立。

  - 7月 - 那須ガーデンアウトレット（栃木県那須塩原市）内に「ロコマーケット」開設。
- 2010年（平成22年）
  - 1月 - 「株式会社ロコファームビレッジ」（北海道北広島市）設立。
  - 4月 - 三井アウトレットパーク札幌北広島（北海道北広島市）内に「ロコファームビレッジ」開業。
- 2012年（平成24年）11月 - 「株式会社ツイてるファーム」（三島市）設立、南房総市の道の駅ローズマリー公園（千葉県南房総市）内に「はなまる市場」開業。
- 2014年（平成26年）11月 -「横濱元町洋菓子研究所」（神奈川県横浜市）設立。
- 2016年（平成28年）
  - 3月 - 「株式会社MON・CREVE」（東京都港区）設立。
  - 5月 - 「株式会社伊豆・井田塩研究所」（沼津市）設立。
  - 9月 - 「上州・村の駅」（群馬県渋川市）開業。
  - 11月 - ラスカ熱海内に「伊豆・村の駅 ラスカ熱海店」開業。
  - 12月 - 東京都世田谷区に「MAGIE DU CHOCOLAT（マジドゥショコラ）」開業。
- 2017年（平成29年）
  - 3月 - 「株式会社地域観光総合研究所」（熱海市）設立。
  - 7月 - 熱海駅近に「熱海プリン」開業。
  - 10月 - 千葉県木更津市に「道の駅木更津 うまくたの里」開業、株式会社菜花の里 木更津支店開設。
- 2018年（平成30年）
  - 7月 - 山梨県南部町に「道の駅なんぶ」開業、株式会社村の駅 南部支店開設。
  - 8月 - 熱海市銀座町（熱海銀座商店街）に「熱海プリンカフェ2nd」を開業。
  - 11月 - 「道の駅 伊豆のへそ」に「伊豆いちごステーション」開業、隣接の「IZU VILLAGE」に「伊豆・村の駅 伊豆のへそ店」開業。
- 2019年（平成31年/令和元年）
  - 3月 - 熱海後楽園ホテル「ラ・伊豆 マルシェ」「渚の熱海プリン」等を開業。隠れ宿「瑞月」（神奈川県湯河原町）事業開始。
  - 4月 - 山梨県南部町「なんぶの湯」の指定管理業務を受託。熱海市に「いちごBonBonBERRY ATAMI HOUSE」を開業。
  - 7月 - 長浜海浜公園前に「ドライブイン 熱海プリン食堂」を開業。
  - 8月 - 熱海銀座商店街に「熱海銀座 おさかな食堂」を開業。
  - 11月 - 小田原漁港（新港南西）に「漁港の駅 TOTOCO小田原」が開業。
  - 12月 - 伊豆縦貫道・月ケ瀬IC脇に「道の駅 伊豆月ケ瀬」が開業。
- 2020年（令和2年）
  - 1月 - 函南町（熱函道路）のマリー伊豆店が「TAMAGOYAベーカリーカフェ」としてオープン。
  - 4月 - 新東名SA・NEOPASA駿河湾沼津「沼津・村の駅」に「おさかな丼屋とと丸」をオープン。
  - 5月 - 京葉道路幕張PA（Pasar幕張）に「マタイッコタベタイカフェ」をオープン。
  - 6月 - 平和通り商店街に「熱海駅前 おさかな丼屋」を開業。神奈川県南足柄市に「道の駅足柄・金太郎のふるさと」が開業。
  - 7月 - 大宮駅・エキュート大宮ノースに「Nasu Jersey Mariage(那須ジャージーマリアージュ)」をオープン。
  - 10月 - 道の駅ローズマリー公園に「おさかな丼屋とと丸」をオープン。熱海市熱海銀座商店街前交差点に「熱海渚町 おさかな丼屋ビストロ」をオープン。
- 2021年（令和3年）
  - 3月 - 宇都宮駅・宇都宮パセオに「Jersey Mou Mou(ジャージーモウモウ)」をオープン。上州・村の駅（渋川市）に「まぐろ丼屋とと丸」をオープン。熱海駅近に「熱海ミルチーズ」を開業。
  - 6月 - 御殿場プレミアム・アウトレットに「熱海おさかな食堂」をオープン。
  - 8月 - 熱海仲見世商店街に「又一庵謹製熱海ばたーあん」をオープン。熱海銀座商店街に「熱海銀座 おさかな食堂はなれ」をオープン。
  - 11月 - 熱海平和通り商店街に「熱海おさかな大食堂」をオープン。
  - 12月 - 熱海平和通り商店街に「熱海おさかなパラダイス」をオープン。